# Bottschlotter See

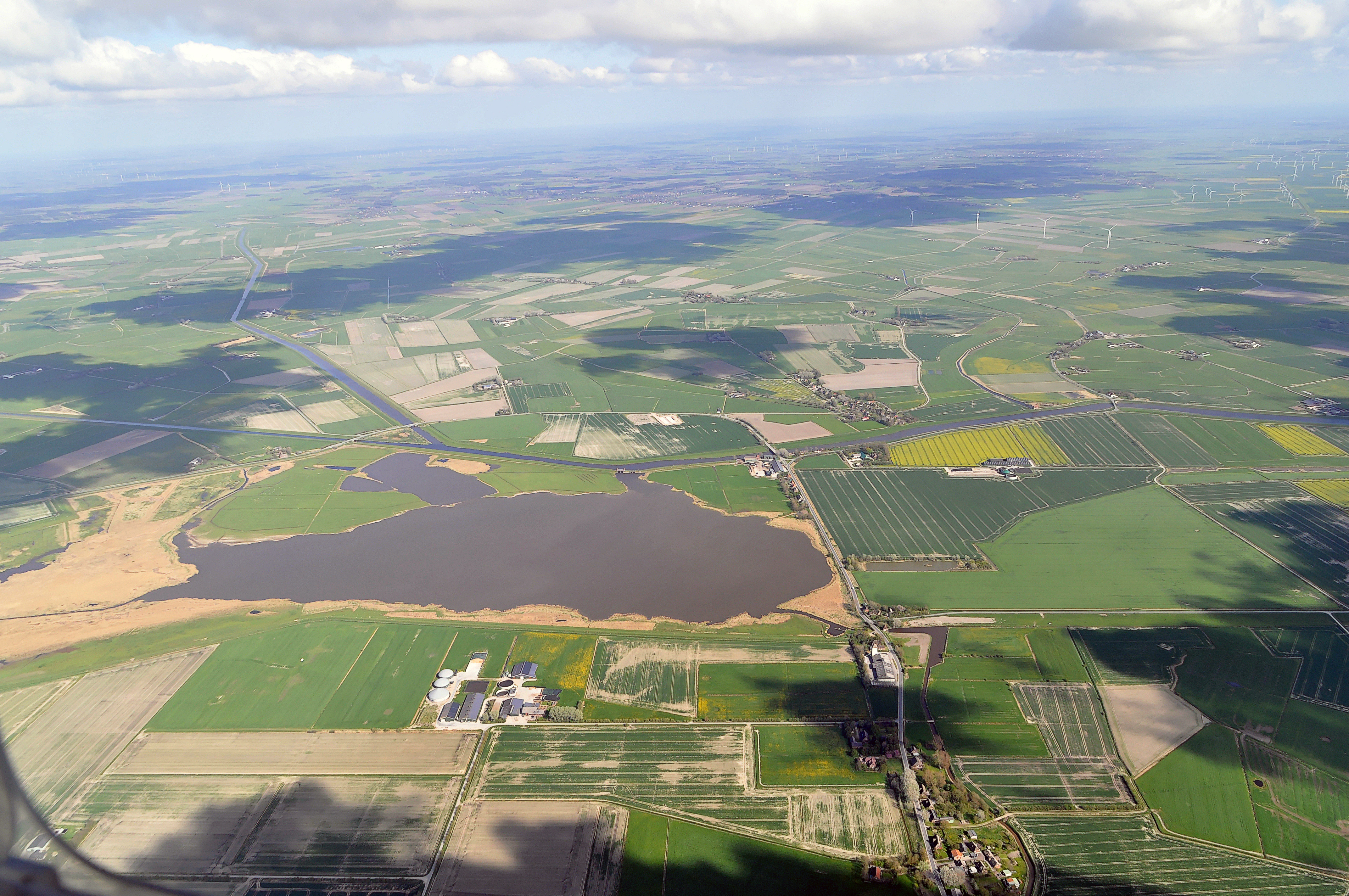
Der See von oben

Der Bottschlotter See (dänisch: Botslot Sø; nordfriesisch: Butschluuter Siie) ist ein flacher See auf dem Gebiet der Gemarkung Fahretoft, einem Ortsteil der Gemeinde Dagebüll in Schleswig-Holstein. Der See ist der Rest eines Priels und entstand im Jahre 1633 im Zuge der Eindeichung des Bottschlotter Kooges. Heute dient der See der Entwässerung der umliegenden Felder. Der Bottschlotter See gehört zur Flussgebietseinheit Eider und ist Teil des FFH-Gebietes Gewässer des Bongsieler Kanal-Systems. Er weist gemäß EU-Wasserrahmenrichtlinie ein gutes ökologisches Potenzial auf, während sein chemischer Zustand schlecht ist. Unmittelbar südlich liegt der Blumenkoog.